# Lantadilla
Lantadilla ist ein nordspanisches Dorf und Hauptort einer Gemeinde (municipio) mit 273 Einwohnern (Stand: 2024) in der Provinz Palencia in der Autonomen Gemeinschaft Kastilien-León.

## Lage und Klima
Lantadilla liegt in der Region Tierra de Campos auf der kastilischen Hochebene in einer Höhe von ca. 770 m am Río Pisuerga. Die Provinzhauptstadt Palencia befindet sich mit ihrem Stadtzentrum etwa 34 Kilometer (Fahrtstrecke) südsüdöstlich.
Das Klima im Winter ist durchaus kalt, im Sommer dagegen warm bis heiß; die eher spärlichen Regenfälle (ca. 530 mm/Jahr) fallen überwiegend im Winterhalbjahr.

## Geschichte
Am 19. Juli 1068 fand hier die Schlacht von Llantada im Bruderkrieg zwischen Sancho II. von Kastilien und Alfons VI. von León statt. Die Auseinandersetzung ging zugunsten der kastilischen Truppen aus. 

## Bevölkerungsentwicklung
| Jahr      | 1970 | 1981 | 1991 | 2001 | 2011 | 2021 |
| Einwohner | 899  | 741  | 622  | 466  | 373  | 284  |

## Sehenswürdigkeiten

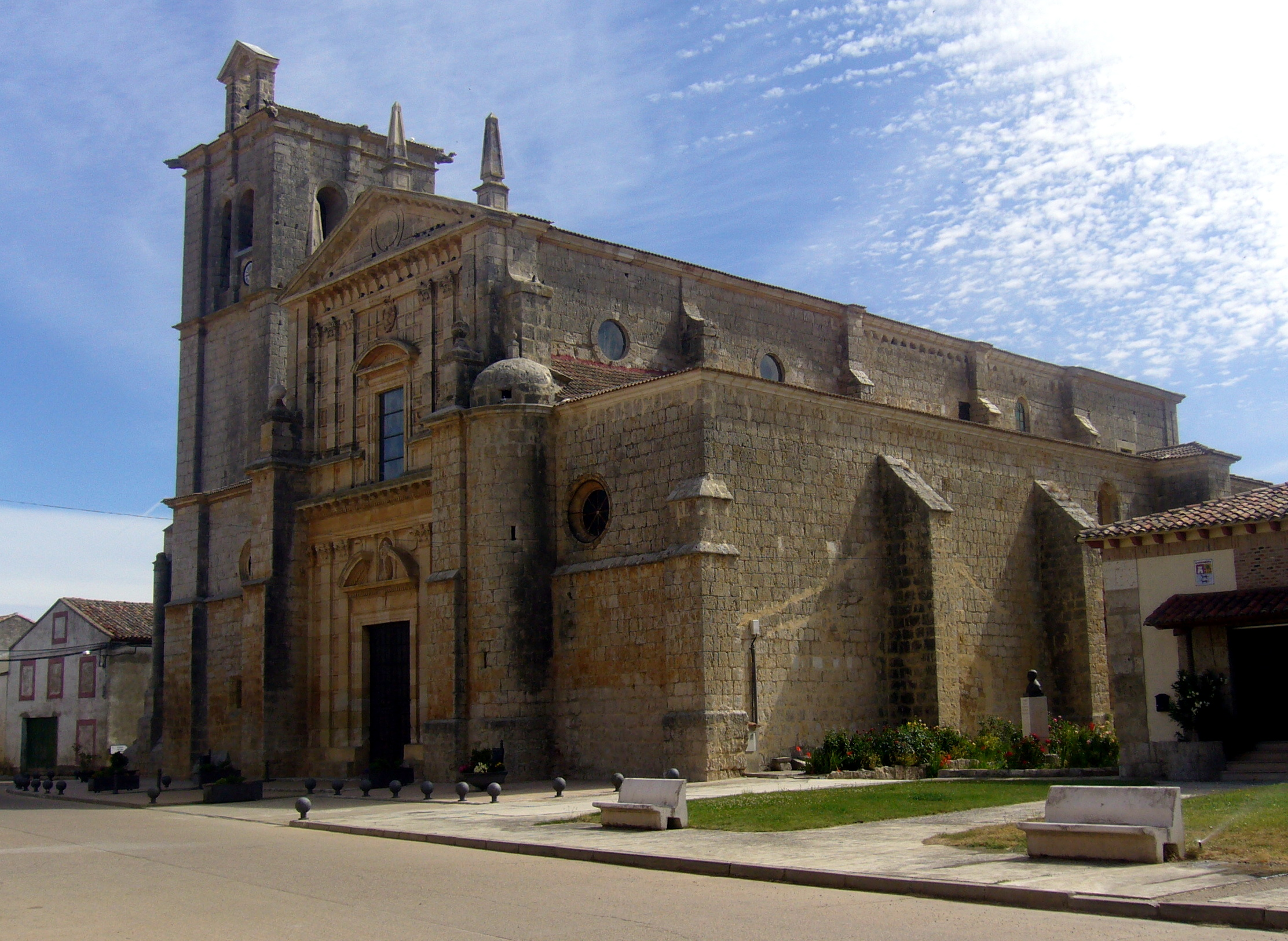
Kirche Mariä Himmelfahrt
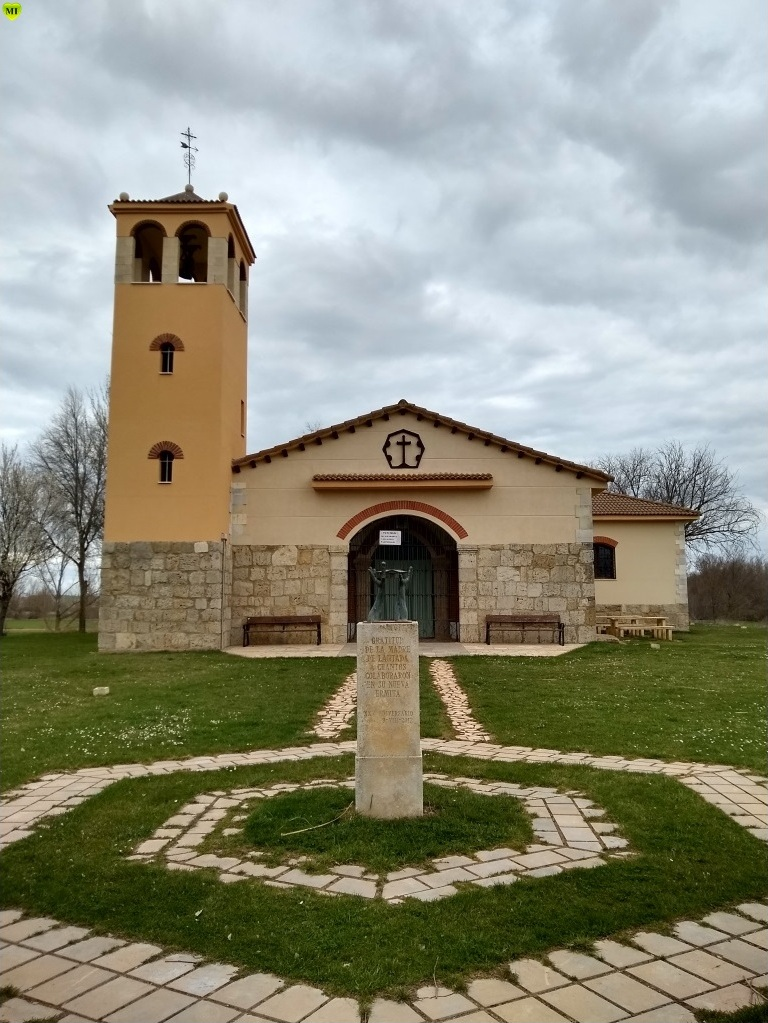
Marienkapelle
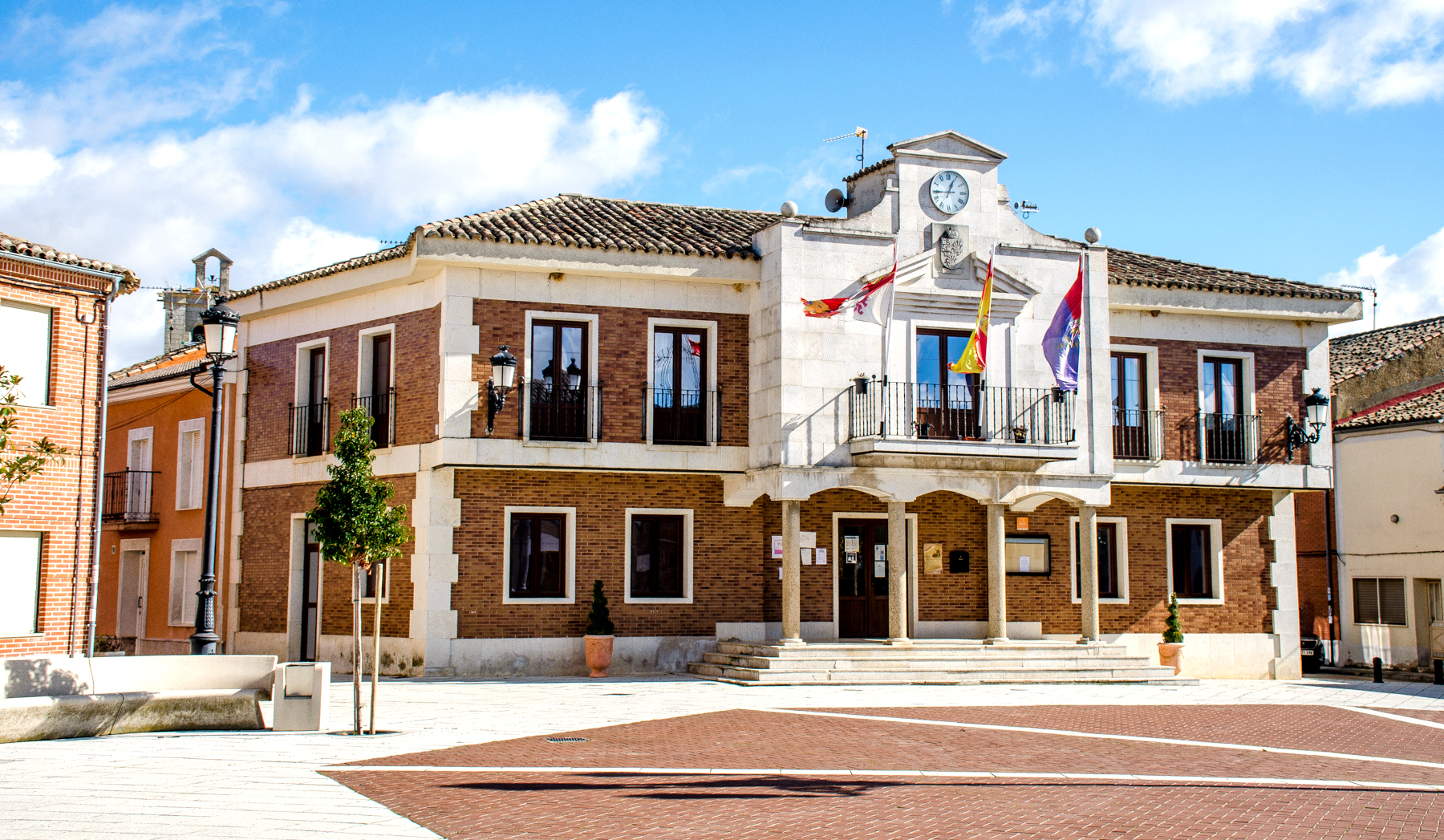
Rochuskapelle

- Kirche Mariä Himmelfahrt
- Marienkapelle
- Rathaus

## Persönlichkeiten
- Manuel Fraile y García (1763–1837), Bischof von Sigüenza